# Gare de Higashi-Iwatsuki
La gare de Higashi-Iwatsuki (東岩槻駅, Higashi-iwatsuki-eki) est une gare ferroviaire japonaise située à Saitama dans la préfecture de Saitama. Elle est gérée par la compagnie Tōbu.

## Situation ferroviaire
La gare de Higashi-Iwatsuki est située au point kilométrique (PK) 10,9 de la ligne Tōbu Urban Park.
Elle est composée de 2 voies entourant un quai central en très légère courbe. Un passage a niveau utilisé par une route principale se trouve du côté est de la gare. Une passerelle piétons traversant les voies se trouve a l'ouest de la gare.
Toutes les voies sont électrifiées sur toute la longueur en 1 500 V continu.

## Histoire
La gare a été inaugurée le 1er décembre 1969 sur la ligne Tōbu Noda. En novembre 1999, la ligne passe de voie unique à voie double, entre la gare précédente d'Iwatsuki a Higashi-Iwatsuki. En octobre 2004 ce doublement de voie est prolongé jusqu'à la gare de Kasukabe. Deux mois après, commencent la rénovation et transformation du bâtiment de la gare avec ajout dune passerelle interne à accès libre qui ouvrira 2 ans plus tard, en novembre 2006. En 2009 la mélodie de départ est installée (Mars) et la gestion de la gare passe a la filiale Tōbu station service (Décembre).

## Services aux voyageurs

### Accès et accueil
La gare dispose d'un bâtiment voyageurs, avec guichet, ouvert tous les jours. Il y a deux accès, de chaque côté des voies (côté nord et côté sud). Une rue en boucle, avec dépose minute, se situe côté sud, et une place avec parking taxi, et arrêt de bus, côté nord.
Le passage se fait au dessus des voies à l'intérieur du bâtiment de la gare. La gare fait office de passerelle pour traverser la ligne pour les piétons sans avoir besoin d'un titre de transport, le corridor central étant libre d'accès et ayant des ascenseurs de chaque côté.
Le quai est intégralement sous une marquise.
Des parkings vélos et autos sont présents des deux côtés de la gare.

### Desserte
La gare de Higashi-Iwatsuki est au niveau du sol, et est composée de 2 voies avec un quai central.
| 1 | TD Ligne Urban Park | Ōmiya                           |
| 2 | TD Ligne Urban Park | Funabashi・ Kashiwa ・ Kasukabe |

## Autour de la gare
La zone est essentiellement résidentielle. Le côté nord est composé de quelques "condos" (condominiums) de taille moyenne. Il y a beaucoup de maisons individuelles signes d'une densité moyenne. Quelques commerces (Family mart /7 eleven entre autres ) sont présents. Plus loin (800m)  des condos (moyens/grands) sont présents .
Le côté sud de la gare est similaire, composé de nombreux « Condos » de taille moyenne assez « récents » situés à petite distance de la gare. Il y a de grandes zones résidentielles composées de maisons même le long des routes principales.
Quelques établissements scolaires sont présents autour de la gare.